# Karl Magnusson i Kalmar
Karl Ernst Magnusson, Magnusson i Kalmar, född 27 juli 1873 i Kristianopel, Blekinge län,  död 5 juli 1943 i Kalmar, Kalmar län, var en svensk mjölnare och riksdagspolitiker (socialdemokrat).
Magnusson var verksam som arbetare vid Kalmar ångkvarn, men avskedades efter den stora strejken 1905. Senare blev han föreståndare för Folkets park i staden.Han var landstingsman i Kalmar läns södra landsting 1919-1942 och ledamot av Kalmar stadsfullmäktige 1919-1943. 
Magnusson var ledamot av andra kammaren i Sveriges riksdag 1912-1935 (för Kalmar läns södra valkrets 1912-1921 och Kalmar läns valkrets 1922-1935). Då ledamöterna satt länsvis fick han där dela bänk med John Jeansson - kvarnägaren som avskedat honom 1905, vilken satt för Högerpartiet.Han var ledamot i 2:a lagutskottet från 1918. Han var därefter ledamot av första kammaren åren 1936-1943.